# Arcepîtivka, Bârzula
Arcepîtivka (în ucraineană Арчепитівка) este un sat în comuna Liubașivka din raionul Bârzula, regiunea Odesa, Ucraina.

## Demografie
Componența lingvistică a localității Arcepîtivka
     Ucraineană (97,28%)
     Română (2,22%)
     Alte limbi (0,49%)
Conform recensământului din 2001, majoritatea populației localității Arcepîtivka era vorbitoare de ucraineană (97,28%), existând în minoritate și vorbitori de română (2,22%).